# فريديريك ماغني
فريديريك ماغني (بالفرنسية: Frédéric Magné)‏ مواليد 5 فبراير 1969 في أورليان، كان دراج فرنسي سابق في صنف سباق الدراجات على المضمار. سبق أن شارك في دورة الألعاب الأولمبية الصيفية وفاز بميدالية أولمبية. حقق أيضا ميدالية في دورة ألعاب الكومنولث.

## سجل النتائج

### سباقات أو مراحل فاز بها
- طواف فرنسا
- طواف إسبانيا
- طواف سويسرا
- طواف إيطاليا

## الميداليات
| الميدالية | المسابقة                               |
| --------- | -------------------------------------- |
| ذهبية     | بطولة العالم للدراجات على المضمار 1987 |
| ذهبية     | بطولة العالم للدراجات على المضمار 1988 |
| ذهبية     | بطولة العالم للدراجات على المضمار 1989 |
| ذهبية     | بطولة العالم للدراجات على المضمار 1994 |
| ذهبية     | بطولة العالم للدراجات على المضمار 1995 |
| ذهبية     | بطولة العالم للدراجات على المضمار 1997 |
| ذهبية     | بطولة العالم للدراجات على المضمار 2000 |
| فضية      | بطولة العالم للدراجات على المضمار 1992 |
| برونزية   | بطولة العالم للدراجات على المضمار 1996 |
| برونزية   | بطولة العالم للدراجات على المضمار 1999 |

## روابط خارجية
- فريديريك ماغني على موقع IMDb (الإنجليزية)

- فريديريك ماغني على موقع أرشيف الدراجات (الإنجليزية)
- فريديريك ماغني على موقع أوليمبيديا (الإنجليزية)